# V型18気筒

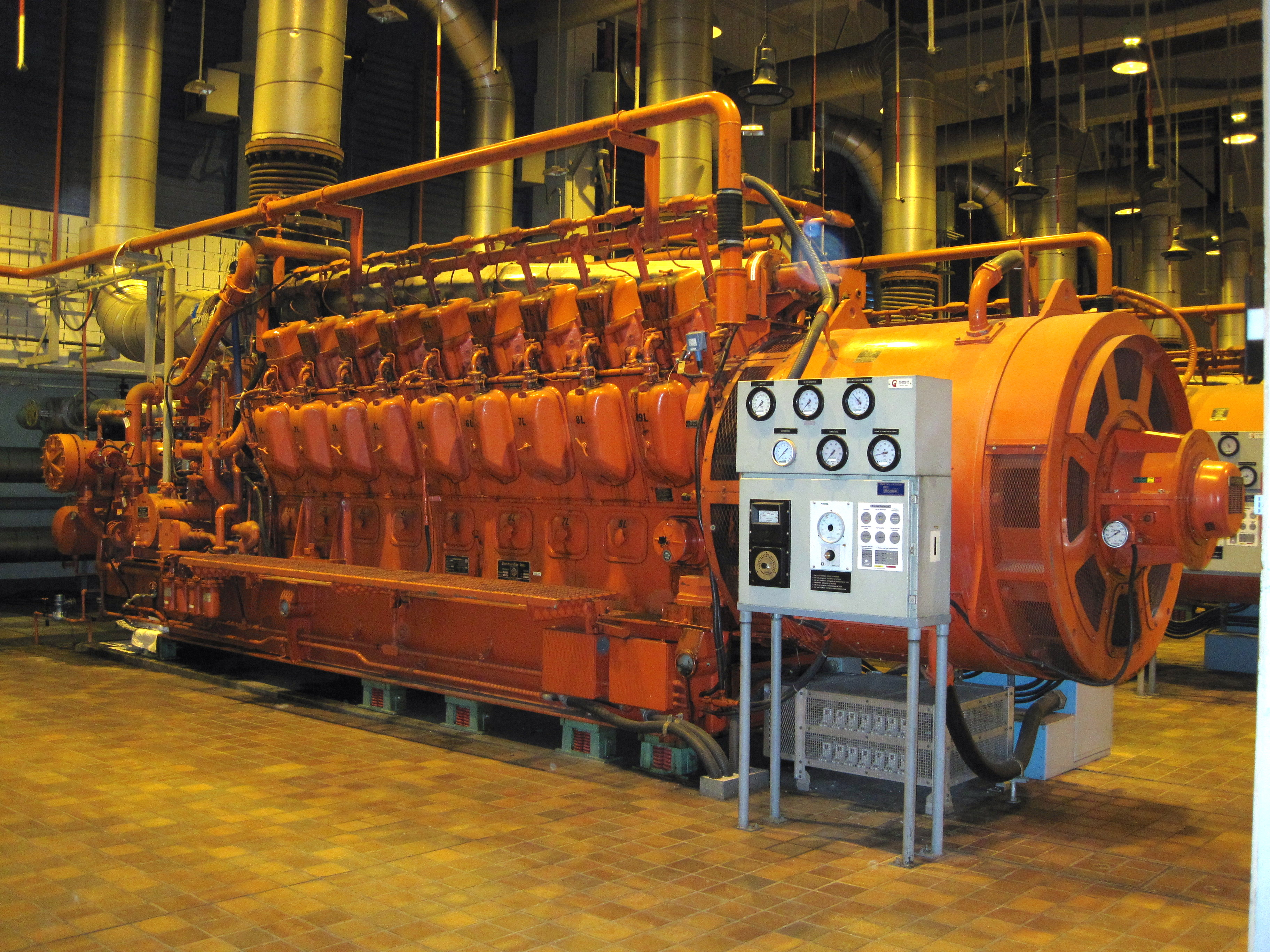

V型18気筒（ブイがたじゅうはちきとう）はレシプロエンジン等のシリンダー配列形式の一つで、18個のシリンダーがV字型に配置されている形式である。当記事では専らピストン式内燃機関のそれについて述べる。V18と略される。
この気筒数のエンジンは一般的ではないが、大規模なディーゼルエンジンに採用例がある。自動車に採用されている例としては、400トン積みの超大型ダンプトラックのde:Liebherr_T282に78L/3,500馬力(2,610 kW)のカミンズ製「QSK 78」エンジンが採用されている。